# Hodász
Hodász é uma vila da Hungria, situada no condado de Szabolcs-Szatmár-Bereg. Tem 26,49 km² de área e sua população em 2019 foi estimada em 3.380 habitantes.